# Iggingen
Iggingen település Németországban, azon belül Baden-Württembergben. Lakosainak száma 2680 fő (2023. december 31.).

## Népesség
A település népessége az elmúlt években az alábbi módon változott:
| Lakosok száma | 1739 | 2580 | 2589 | 2577 | 2599 | 2680 |
|               | 1975 | 2017 | 2019 | 2021 | 2022 | 2023 |